# همزن برقی

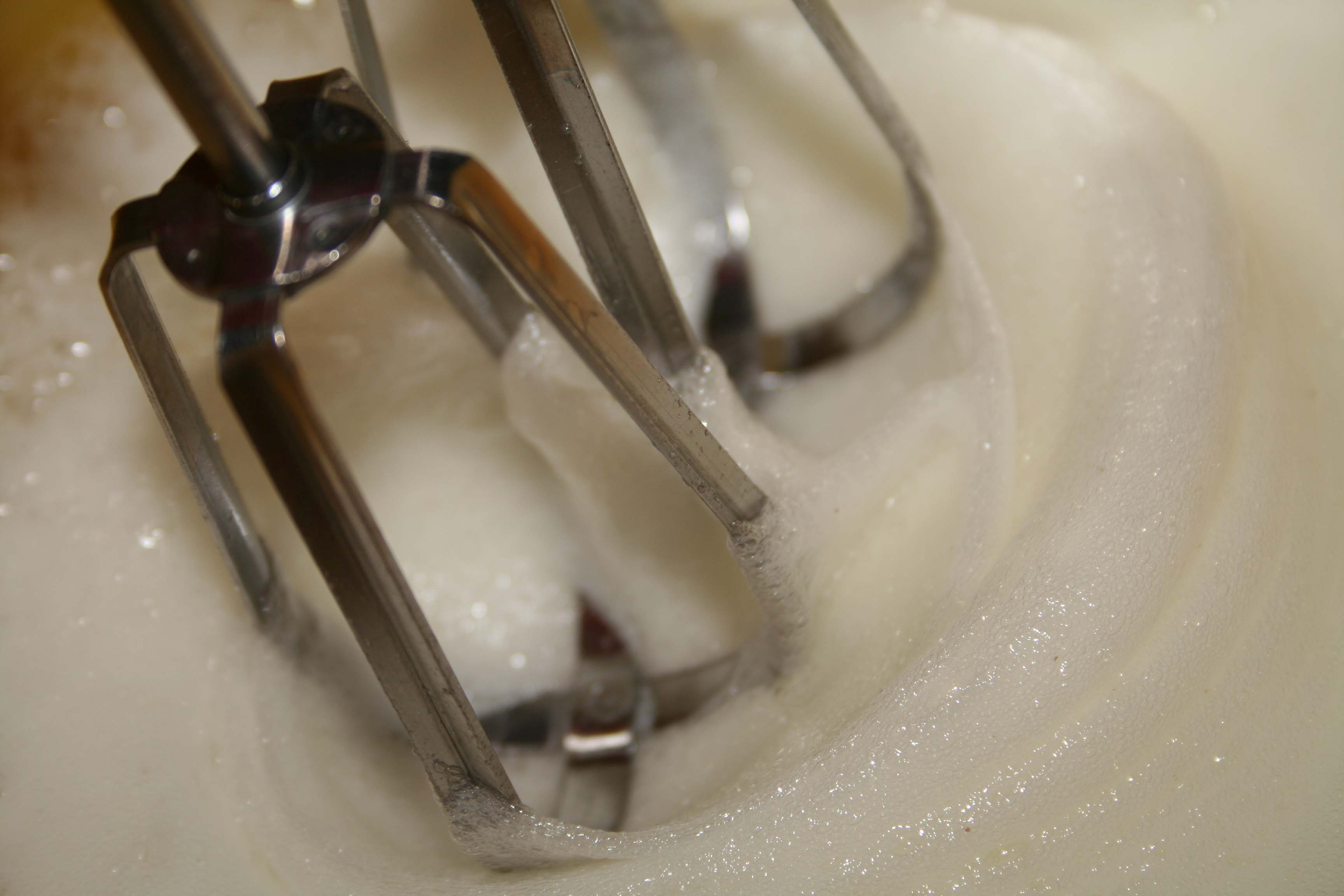
همزدن سفیدهٔ تخم مرغ با استفاده از یک همزن برقی دستی

همزن برقی یا میکسر (انگلیسی: mixer) یکی از لوازم خانگی است که با استفاده از برق کار می‌کند و برای همزدن شدید، مخلوط کردن یا یکنواخت‌کردن غلظت مواد مخلوط‌شده استفاده می‌شود. همزن برقی ممکن است دستی یا ایستاده باشند. سازندهٔ این دستگاه فردی امریکایی به‌نام رالف کالیر می‌باشد. به همزنی که بدون برق کار کند همزن دستی می‌گویند.

## همزن‌های برقی

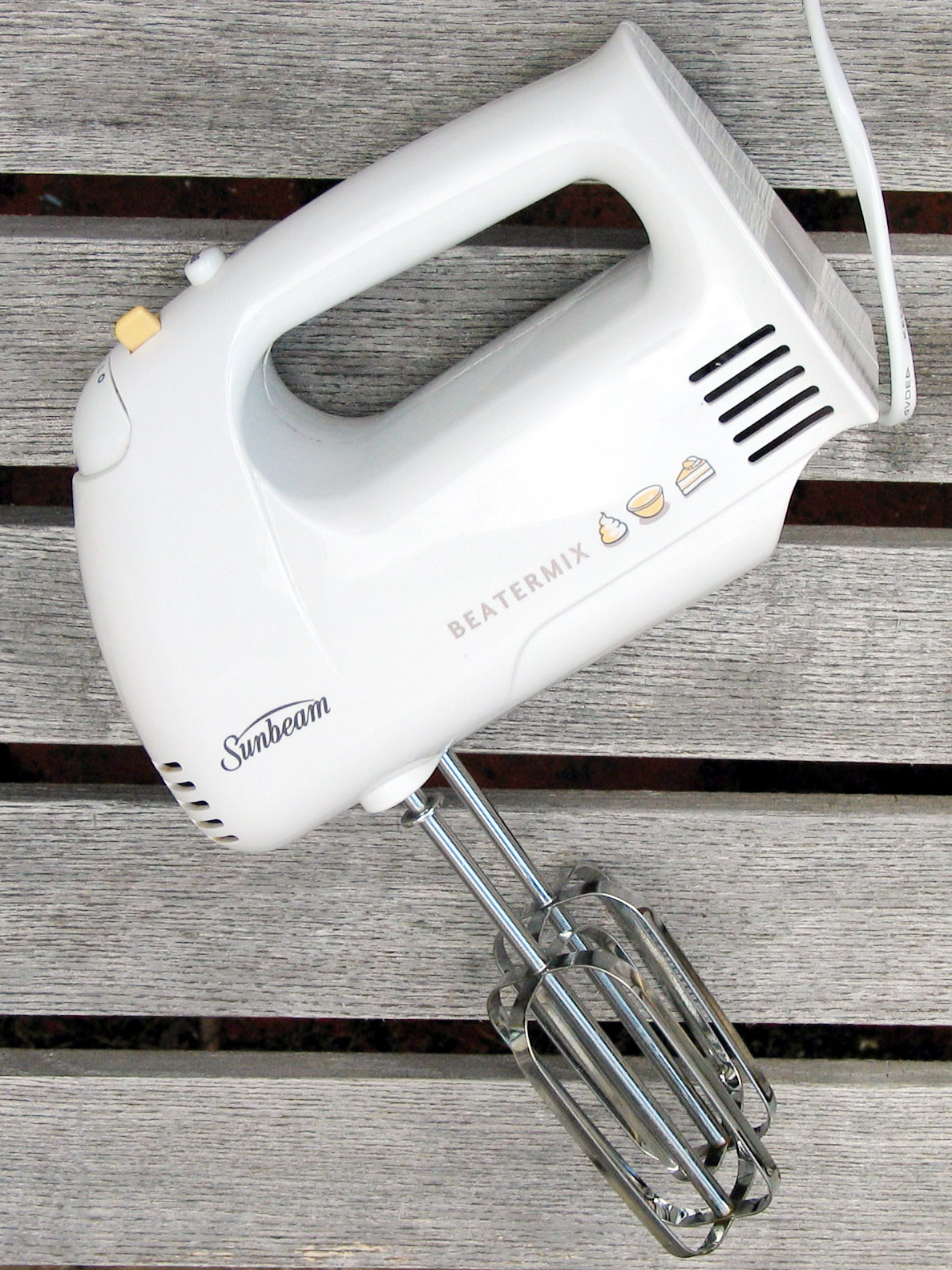
نمونه‌ای از یک همزن برقی دستی

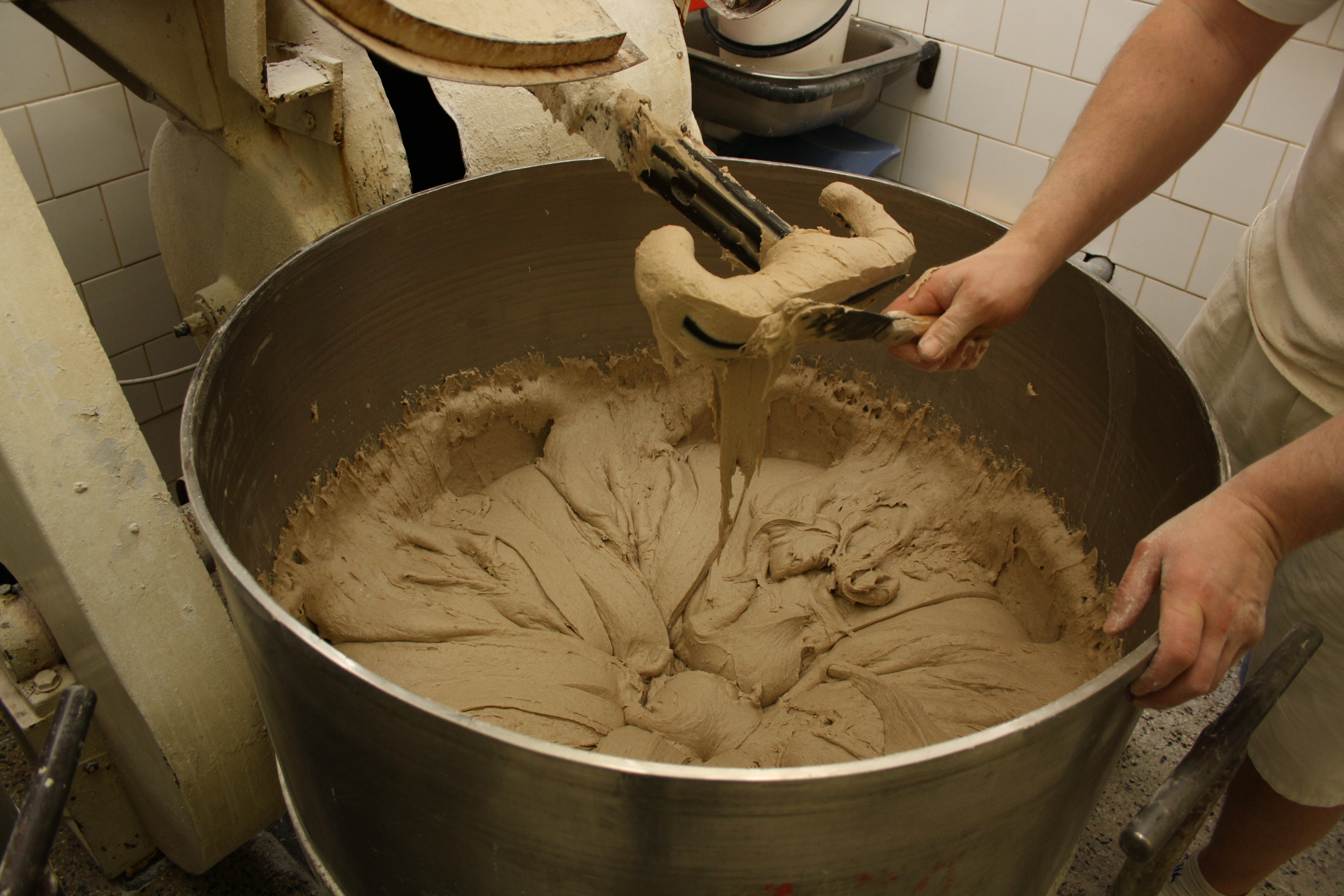
یک همزن برقی ایستاده یا رومیزی که به صورت تجاری در نانوایی‌هااستفاده می‌شود

همزن‌های برقی به دو دستهٔ رومیزی و دستی تقسیم می‌شوند. همزن‌های برقی رومیزی دارای پایه هستند. همزن‌های برقی دستی را هنگام استفاده در دست می‌گیرند و می‌توانند جابجا کنند. موتور همزن‌های برقی از نوع اونیورسال با سرعتی حدود ۱۰٬۰۰۰ دور در دقیقه است. با استفاده از چرخ‌دنده دور بازوهای همزن را به نزدیک ۵۰۰ دور در دقیقه کاهش می‌دهند. چرخ‌دهنده‌ها در کنار کاهش دور باعث بالا رفتن گشتاور اعمالی و تبدیل حرکت افقی آرمیچر موتور به حرکت عمودی بازوهای همزن می‌شوند.
در برخی از انواع این همزن‌ها بازوهای چرخان را می‌توان با توجه به غلظت مواد انتخاب کرد. انتخاب مناسب بازوها در افزایش عمر مفید چرخ‌دنده‌ها مؤثر خواهد بود.
همزن‌های برقی معمولاً دارای چندین سرعت کاری مختلف هستند، تغییر سرعت معمولاً به وسیلهٔ کلیدی که روی دستگاه است و با اعمال ولتاژ به بخشی از سیم‌پیچی موتور انجام می‌شود. هر چه تعداد دور سیم‌پیچی بالشتک استاتور کمتر باشد، سرعت بیشتر خواهد شد. همچنین ممکن است از دیود برای کاهش ولتاژ اعمالی به سیم‌پیچ‌ها استفاده شود.

## جستارهای وابسته

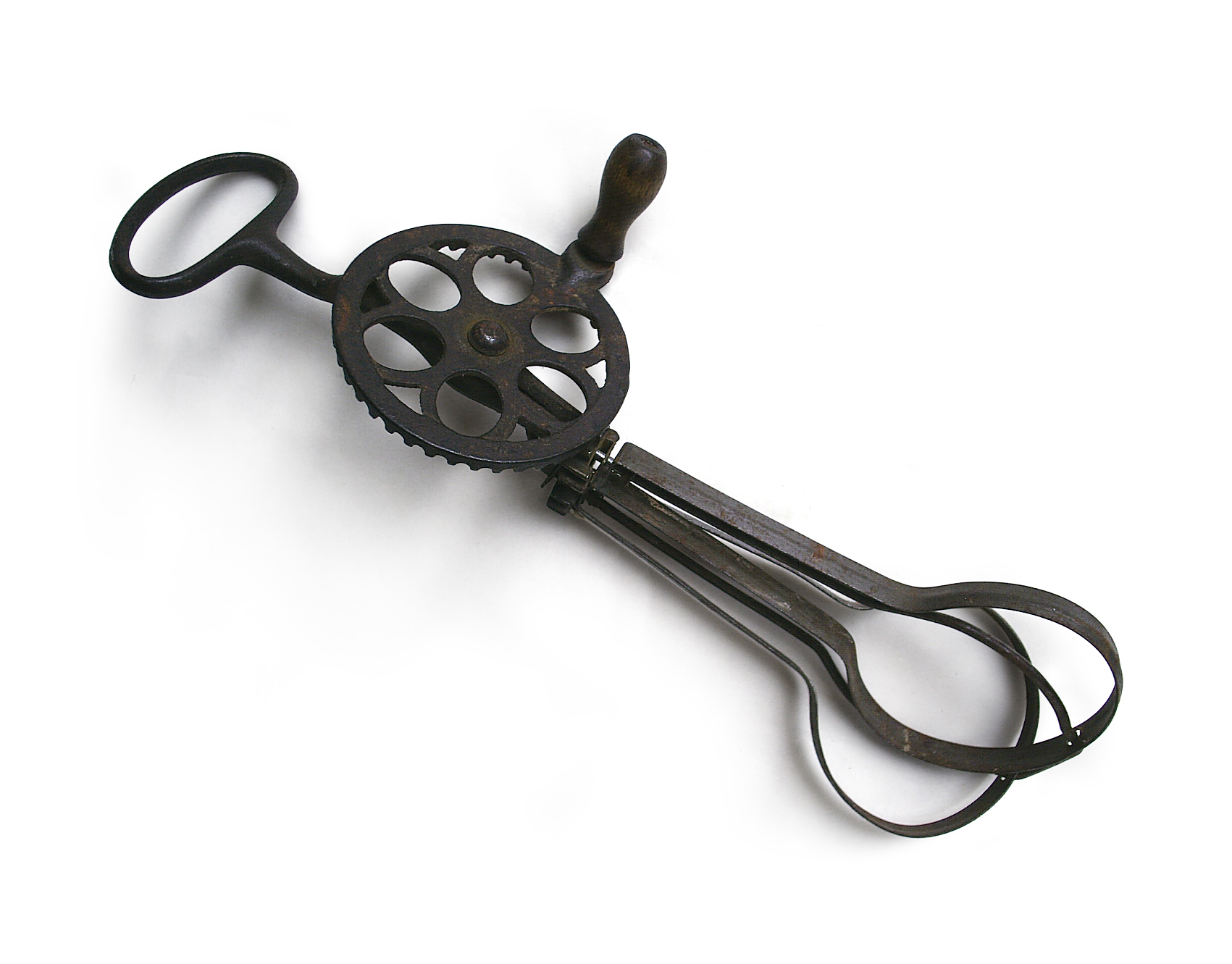
یک همزن دستی